# Ковен
Ковен (англ. coven) — в англійській мові традиційне позначення спільноти відьом, що регулярно збираються для відправлення обрядів на свої свята — шабаші. У сучасній язичницькій релігії Вікка, ковен — це здебільшого просто певний осередок, група віруючих.

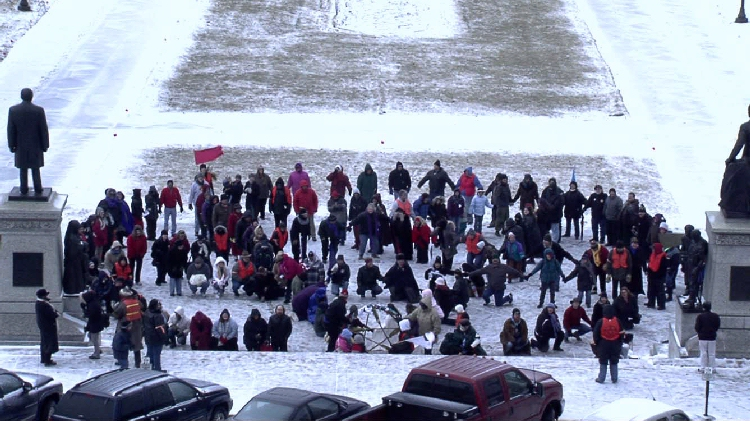
Wiccan event in the US (0)

В сучасній спільноті Вікка організовуються зібрання ініційованих віккан. Ці зібрання досить автономні, і очолюються Верховною Жрицею або/і Жрецем, що працюють здійснивши проходження першої, другої і третьої ступені посвячення.
Зазвичай новий ковен створюється при відокремленні нової Жриці або при відокремлення малого ковена від великого. Віккани частіш за все співпрацюють в ковенах, та іноді є і «відлюдниками», які практикують і вірують самі по собі, проте деякі з цих «відлюдників» відвідують збори на честь великих церемоній, наприклад: вікканські свята Колеса Року.
Традиційно кількість членів ковена була тринадцять, та зараз загалом найчастіше буває набагато більше учасників зібрання.
Відкритому введенню у всі зібрання ковена традиційно передує вичікуювальний період приблизно в рік і один день.
Протягом цього періоду проходить певний курс вивчення основ. У деяких зібраннях в ковен церемонія «посвячення», можливо, виконується протягом цього періоду, якийсь час перед введенням, належно дозволяючи персоні провести випробувальну основу певних ритуалів.
Багато віккан дуже люблять цей «рік і один день», сприймаючі дні цього періоду як приємні навчальні уроки по релігії і магії. Цей етап перед Ковеном називають Роща.